# Norbert Schemansky

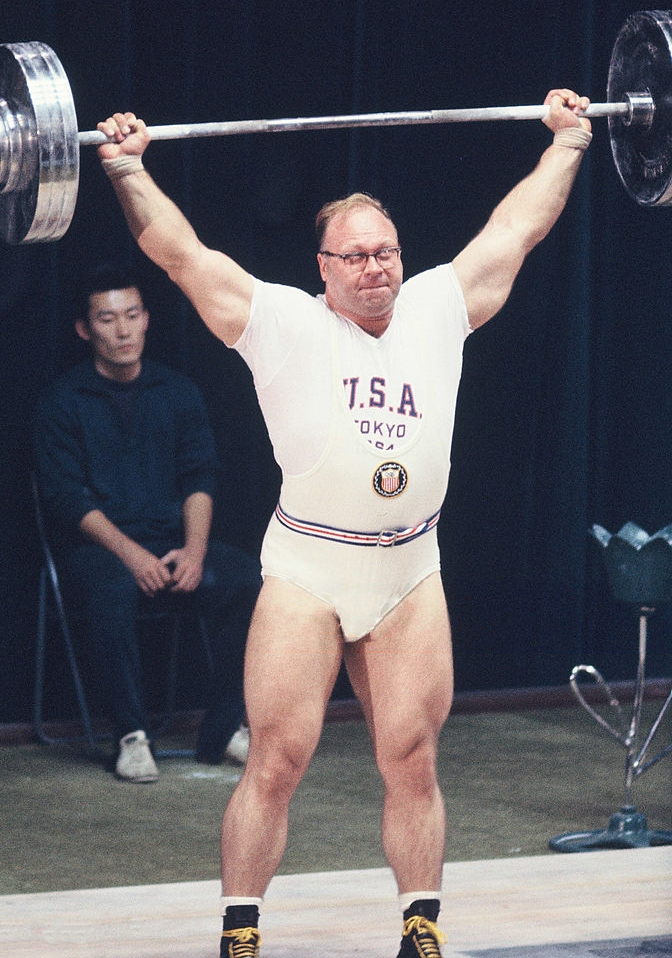
Norbert Schemansky bei den Olympischen Spielen 1964

Norbert „Norb“ Schemansky (* 30. Mai 1924 in Detroit, Michigan; † 7. September 2016 in Dearborn, Michigan) war ein US-amerikanischer Gewichtheber.

## Werdegang
Norbert Schemansky war der Sohn einer kinderreichen Familie polnischer Einwanderer in die USA. Er begann an der North-Eastern-High-School in Detroit Sport zu treiben. Nachdem er zunächst die an dieser Schule übliche Leichtathletik und American Football betrieben hatte, kam er mit 16 Jahren durch seinen Bruder Dennis mit Gewichtheben in Berührung, als er von diesem zum Training in den Detroiter Barbell Club mitgenommen wurde. Bald zeigte sich sein außergewöhnliches Talent für das Gewichtheben. Bis zu seiner Einberufung in die US-Army im Sommer 1943 hatte er seine Bestleistung im olympischen Dreikampf auf 365 kg bei einem Körpergewicht von etwa 88 kg gesteigert. Während des Militärdienstes, der bis 1946 dauerte, hatte er keine Gelegenheit zum Training.
Schon nach kurzem Training erzielte er bereits 1946 so gute Leistungen, dass er 1946 und 1947 jeweils Zweiter bei den US-amerikanischen Meisterschaften im Schwergewicht, jeweils hinter John Davis wurde. Einen zweiten Platz belegte er dann auch bei den Weltmeisterschaften 1947 in Philadelphia. Seit diesem Zeitpunkt gehörte er zur absoluten Weltspitze, errang einen Olympiasieg und drei weitere olympische Medaillen. Norbert Schemansky, der sich, dem amerikanischen „way of life“ entsprechend, gerne von Hamburgern und Pizzas ernährte und gerne auch einmal ein Bier trank, musste gegen Ende seiner Laufbahn verletzungsbedingt öfters längere Trainings- und Wettkampfpausen einlegen, erholte sich aber immer wieder und lieferte dem mehr als zehn Jahre jüngeren Russen Juri Wlassow bei den Weltmeisterschaften und Olympischen Spielen zu Beginn der 1960er Jahre phantastische Kämpfe. Er lebte in Dearborn/USA.

### Internationale Laufbahn
(OS = Olympische Spiele, WM = Weltmeisterschaft, Ms = Mittelschwergewicht bis 90 kg Körpergewicht, S = Schwergewicht)
- 1947, 2. Platz, WM in Philadelphia, S, mit 412,5 kg, hinter John Davis, USA, 455 kg und vor Václav Bečvář, Tschechoslowakei, 360 kg;
- 1948, Silbermedaille , OS in London, S, mit 425 kg, hinter Davis, 455 kg und vor Abraham Charité, Niederlande, 412,5 kg;
- 1951, 1. Platz, WM in Mailand, Ms, mit 427,5 kg, vor Mohamed Ibrahim Saleh, Ägypten, 395 kg und Firouz Pojhan, Iran, 370 kg;
- 1952, Goldmedaille, OS in Helsinki, Ms, mit 445 kg, vor Grigori Nowak, UdSSR, 410 kg und Lennox Kilgour, Trinidad, 402,5 kg;
- 1953, 1. Platz, WM in Stockholm, Ms, mit 442,5 kg, vor Mohamed Ibrahim Saleh, 400 kg und Abd el Mohammed Kerim, Ägypten, 385 kg;
- 1954, 1. Platz, WM in Wien, S, mit 487,5 kg, vor James Bradford, USA, 462,5 kg und Franz Hölbl, Österreich, 425 kg;
- 1955, 1. Platz, PanAm Games in Mexiko-Stadt, S, mit 472,5 kg vor Humberto Selvetti, Argentinien, 457,5 kg und Eduardo Adriana, Curacao, 412,5 kg;
- 1960, Bronzemedaille, OS in Rom, S, mit 500 kg, hinter Juri Wlassow, UdSSR, 537,5 kg und Bradford, 512,5 kg;
- 1962, 2. Platz, WM in Budapest, S, mit 537,5 kg, hinter Wlassow, 540 kg und vor Gary Gubner, 497,5 kg;
- 1963, 2. Platz, WM in Stockholm, S, mit 537,5 kg, hinter Wlassow, 552,5 kg;
- 1964, Bronzemedaille, OS in Tokio, S, mit 537,5 kg, hinter Leonid Schabotinski, UdSSR, 572,5 kg und Wlassow, 570 kg.

### USA-Meisterschaften
- 1946, 2. Platz, S, hinter John Davis, 410 kg,
- 1947, 2. Platz, S, hinter John Davis, 405 kg,
- 1948, 2. Platz, S, hinter John Davis, 462,5 kg,
- 1949, 1. Platz, S, mit 400 kg,
- 1950, 2. Platz, S, mit 435 kg, hinter John Davis, 457,5 kg und vor James Bradford, 427,5 kg,
- 1951, 1. Platz, Ms, mit 415 kg, vor Hilligen, 370 kg,
- 1952, 1. Platz, Ms, mit 400 kg,
- 1953, 1. Platz, Ms, mit 410 kg, vor Dan Uhalde, 407,5 kg und seinem Bruder Jerome, 380 kg,
- 1954, 1. Platz, S, mit 472,5 kg,
- 1957, 1. Platz, S, mit 447,5 kg, vor Sidney Henry, 420 kg und Stanley Stanczyk, 420 kg,
- 1959, 3. Platz, S, mit 445 kg, hinter Dave Ashman, 472,5 kg und Bradford, 472,5 kg,
- 1962, 1. Platz, S, mit 517,5 kg, vor Henry, 485 kg und Philipps, 480 kg,
- 1963, 2. Platz, S, mit 507,5 kg, hinter Henry, 510 kg,
- 1964, 1. Platz, S, mit 520 kg, vor Henry, 462,5 kg,
- 1965, 1. Platz, S, mit 525 kg, vor Gary Gubner, 525 kg,
- 1966, 3. Platz, mit 475 kg, hinter Gubner, 532,5 kg und Bob Bednarski, 512,5 kg.

## Weltrekorde
im beidarmigen Reißen:
- 132,5 kg, 1951 in Mailand, Ms,
- 140 kg, 1952 in Helsinki, Ms,
- 150 kg, 1954 in Wien, S,
- 156 kg, 1961 in Detroit, S,
- 159 kg, 1961 in Honolulu, S,
- 161 kg, 1961 in Baltimore, S,
- 164 kg, 1962 in Detroit, S.

im beidarmigen Stoßen:
- 175 kg, 1951 in Mailand, Ms,
- 177 kg, 1952 in York, Ms,
- 177,5 kg, 1952 in Helsinki, Ms,
- 185 kg, 1952 in Philadelphia, S,
- 181 kg, 1953 in Stockholm, Ms,
- 187,5 kg, 1953 in York, S,
- 188,5 kg, 1954 in Los Angeles, S,
- 190 kg, 1954 in Kopenhagen, S,
- 192,5 kg, 1954 in Lille, S.

im olympischen Dreikampf:
- 415 kg, 1951 in Los Angeles, Ms,
- 427,5 kg, 1951 in Mailand, Ms,
- 445 kg, 1952 in Helsinki, Ms,
- 487,5 kg, 1954 in Wien, S.